# Hadronyche meridiana
Hadronyche meridiana là một loài nhện trong họ Hexathelidae. Loài này phân bố ở Victoria.